# البطولات الوطنية الأمريكية 1885 (كرة مضرب)
قائمة بالأبطال في 1885 البطولات الوطنية الأمريكية لكرة المضرب (المعروفة الآن باسم أمريكا المفتوحة):

## الكبار

### فردي رجال
ريتشارد سيرز هزم  جودفردي م. براينلي 6-3 4-6 6-0 6-3